# Nick Bockwinkel
Warren Nicholas „Nick“ Bockwinkel (* 6. Dezember 1934 in St. Louis, Missouri; † 14. November 2015 in Las Vegas, Nevada) war ein US-amerikanischer Wrestler. Er war über Jahre der Topstar und Weltmeister der American Wrestling Association und ist heute Mitglied der Halls of Fame der WWE, des Wrestling Observer Newsletters, sowie der Professional Wrestling Hall of Fame.

## Karriere
Bockwinkel versuchte sich zunächst an der Oklahoma State University als American-Football-Spieler, wechselte aber nach einer Knieverletzung zum Wrestling. Sein Vater Warren Bockwinkel, der ebenfalls Wrestler war, bildete ihn aus. Er debütierte 1954. Nachdem er in den ersten Jahren viel im Nordwesten der USA tätig gewesen war, durfte er 1970 mit dem Georgia Heavyweight Title einen der renommiertesten Regionaltitel der damaligen Zeit erringen.
Bockwinkel wechselte Anfang der 1970er Jahre zur American Wrestling Association. Dort bildete er mit Ray Stevens ein erfolgreiches Heel-Tag-Team. Unter ihrem Manager Bobby Heenan konnten sie sich dreimal den AWA World Tag Team Championships sichern. Dabei fehdeten sie mit Tag-Team-Legenden wie Crusher Lisowski & Dick the Bruiser, den Vachon-Brüdern oder Verne Gagne & Billy Robinson.
Am 8. November 1975 wurde Bockwinkel erstmals AWA World Heavyweight Champion, nachdem er Verne Gagne, der den Titel zuvor 2624 Tage durchgehend gehalten hatte, hatte besiegen dürfen. Bis zu seinem Karriereende 1987 blieb Bockwinkel ein Aushängeschild der AWA und fehdete u. a. mit Gagne, Jerry Lawler, Hulk Hogan und Otto Wanz.
1993 stieg er noch einmal für Legendenkämpfe in den Ring und mimte anschließend den Commissioner bei World-Championship-Wrestling-Shows, bis er 1995 beim Great American Bash in einer Promo den Namen der Show vergaß und entlassen wurde.
Bockwinkel war seit Anfang der 1970er Jahre verheiratet und hat Kinder.

## Erfolge
| Vorgänger: The Crusher & Red Bastien    | Partner: Ray Stevens | Erste  | Nachfolger: Billy Robinson & Ed Francis    |
| Vorgänger: Billy Robinson & Verne Gagne | Partner: Ray Stevens | Zweite | Nachfolger: Billy Robinson & The Crusher   |
| Vorgänger: Billy Robinson & The Crusher | Partner: Ray Stevens | Dritte | Nachfolger: Dick the Bruiser & The Crusher |

| Vorgänger: Verne Gagne                                                                   | Erste  | Nachfolger: Verne Gagne                                          |
| Vorgänger: Verne Gagne                                                                   | Zweite | Nachfolger: Otto Wanz                                            |
| Vorgänger: Otto Wanz                                                                     | Dritte | Nachfolger: Titel war nach einem Match gegen Jerry Lawler vakant |
| Vorgänger: Titel war vakant                                                              | Vierte | Nachfolger: Jumbo Tsuruta                                        |
| Vorgänger: Titel war vakant, nachdem Stan Hansen den Titel mit nach Japan genommen hatte | Fünfte | Nachfolger: Curt Hennig                                          |

| Vorgänger: Wilbur Snyder   | Erste  | Nachfolger: Rocky Valentine |
| Vorgänger: Rocky Valentine | Zweite | Nachfolger: Rocky Brown     |

| Vorgänger: Hiro Matsuda & Tim Woods | Partner: Ray Stevens | Erste | Nachfolger: Bob Orton senior & Hiro Matsuda |

| Vorgänger: Chief Jay Strongbow | Erste  | Nachfolger: El Mongol     |
| Vorgänger: El Mongol           | Zweite | Nachfolger: Assassin #2   |
| Vorgänger: Assassin #2         | Dritte | Nachfolger: Klondike Bill |

| Vorgänger: Assassin #1  | Erste  | Nachfolger: Paul DeMarco |
| Vorgänger: Paul DeMarco | Zweite | Nachfolger: Buddy Colt   |

| Vorgänger: Johnny Barend | Erste | Nachfolger: Curtis Iaukea |

| Vorgänger: Luke Graham & Ripper Collins | Partner: Bobby Shane | Erste | Nachfolger: Buddy Austin & Ripper Collins |

| Vorgänger: The Preacher & Stan Holek | Partner: Lord James Blears  | Erste  | Nachfolger: The Preacher & Stan Holek |
| Vorgänger: The Preacher & Stan Holek | Partner: Edouard Carpentier | Zweite | Nachfolger: Mike Sharpe & Zebra Kid   |

| Vorgänger: Tony Borne                 | Erste  | Nachfolger: Mad Dog Vachon |
| Vorgänger: The Destroyer (Dick Beyer) | Zweite | Nachfolger: Pampero Firpo  |

| Vorgänger: Arthur "Boom Boom" Michalik & The Destroyer (Dick Beyer) | Partner: Nick Kozak                                                       | Erste              | Nachfolger: Arthur "Boom Boom" Michalik & The Destroyer |
| Vorgänger: Arthur "Boom Boom" Michalik & The Destroyer              | Partner: Nick Kozak, bzw. nachdem sich dieser verletzt hatte Buddy Moreno | Zweite bzw. Dritte | Nachfolger: Pat Patterson & Tony Borne                  |

| Vorgänger: Titel wurde neu eingeführt | Erste | Nachfolger: Curtis Iaukea |

| Vorgänger: Karl von Brauner & Kurt von Brauner | Partner: Rocky Romero | Erste | Nachfolger: Karl von Brauner & Kurt von Brauner |

| Vorgänger: Art Neilson & Hans Hermann  | Partner: Ramon Torres | Erste  | Nachfolger: Hombre Montana & Tiny Mills   |
| Vorgänger: Hombre Montana & Tiny Mills | Partner: Ramon Torres | Zweite | Nachfolger: Gene DuBuque & Mike Valentino |

## Auszeichnungen
- 1996: Aufnahme in die Hall of Fame des Wrestling Observer Newsletter
- 2003: Aufnahme in die Professional Wrestling Hall of Fame
- 2007: Aufnahme in die WWE Hall of Fame